# Sidersa
Sidersa S.A. es una empresa privada argentina especializada en la producción y comercialización de productos siderúrgicos. La empresa tiene su complejo industrial en San Nicolás de los Arroyos, y cuenta con una planta en Justo Daract, un centro logístico en Hurlingham y oficinas comerciales en Buenos Aires y Rosario.
La empresa es propiedad de la familia argentina Spoto.

## Historia
La empresa fue fundada en 1956 en San Nicolás de los Arroyos. 
En 2019 creó la empresa Sidergy, especializada en la construcción de soluciones en acero específicamente para la industria de la energía renovable, en el marco de la construcción de un parque solar en la provincia de San Juan. Para este fin se creó la Sociedad de Propósito Específico Solargen Ullum S.A. y en ese mismo año se terminó la construcción de la planta solar Ullum Solargen 2, financiada por Sidersa, y del parque solar Ullum IV, financiado por el Banco de Inversión y Comercio Exterior.
En 2024 aplicó para el Régimen de Incentivo para Grandes Inversiones (RIGI) establecido en la Ley Bases, para la construcción de una planta siderúrgica de última generación en la ciudad de San Nicolás por 300 millones de dólares.El financiamiento de esta obra fue dado por créditos del Banco Interamericano de Desarrollo y del Banco Mundial.La planta se prevé que esté operativa para 2028.